# IC 3568
IC 3568, auch bekannt als Lemon-Slice-Nebel, ist ein planetarischer Nebel im Sternbild Giraffe. Er wurde am 31. August 1900 von dem US-amerikanischen  Astronomen Robert Grant Aitken entdeckt.
Der Nebel wurde (fälschlicherweise) auch in den Uppsala General Catalogue und den Principal Galaxies Catalogue aufgenommen, die ansonsten nur Galaxien enthalten.